# Маккарти, Джозеф
Джо́зеф Рэ́ймонд Макка́рти (англ. Joseph Raymond McCarthy; 14 ноября 1908, Гранд-Шут, Висконсин — 2 мая 1957, Бетесда, Мэриленд) — американский сенатор-республиканец, придерживавшийся крайне правых реакционных политических взглядов, с чьим именем связывают период политических настроений в американском обществе, известный как маккартизм.

## Биография
Мать Джозефа была ирландкой, а отец — наполовину ирландцем и наполовину немцем. В 14 лет он бросил среднюю школу и стал помогать родителям по хозяйству. В 20 лет экстерном, за год, закончил четыре старших класса и поступил в Университет Маркетта, основанный миссионерами-иезуитами, где получил высшее юридическое образование. В 1930—1935 годах работал в колледже. В 1935 году получил лицензию адвоката. В 1939 году был избран окружным судьёй, стал самым молодым судьёй штата Висконсин.
Как судья не подлежал призыву на военную службу, но пошёл добровольцем и в 1942 году был зачислен в Корпус морской пехоты США.
В 1946 году был выдвинут кандидатом Республиканской партии в сенат от штата Висконсин, победив на праймериз действующего сенатора Роберта Лафоллета-младшего. Получив статус сенатора, Маккарти встал на крайне антикоммунистические позиции, выступая за усиление холодной войны и против коммунистов.
Выступал за смягчение смертных приговоров, вынесенных группе военнослужащих Waffen-SS, осуждённых за убийство в 1944 году американских военнопленных. Маккарти критиковал приговоры из-за информации о пытках во время допросов, которые привели к признанию немецких солдат. Обвинения в нарушениях в ходе следствия были признаны, и все смертные приговоры были отменены.
9 февраля 1950 года, в день Линкольна, выступая в Республиканском женском клубе в западновиргинском Уилинге, малоизвестный на тот момент Маккарти заявил: «У меня на руках список из 205 сотрудников Госдепартамента, которые оказались либо имеющими членский билет, либо безусловно верными коммунистической партии, но которые, несмотря ни на что, всё ещё помогают формировать нашу внешнюю политику». Затем список был пополнен ещё тремя тысячами американских чиновников. В списке помимо лиц, с сочувствием относившихся к коммунизму и СССР, были также гомосексуалы. Многие фигуранты списка были уволены с работы. После проверки книжных фондов публичных библиотек было изъято около 30 тысяч наименований книг прокоммунистической направленности.
В 1953 году Маккарти возглавил Постоянный подкомитет по расследованиям Сената США и организовал серию публичных слушаний.
Маккарти утверждал, что коммунисты проникли во все сферы власти в США, в том числе в сенат и армию.
На этом политическом фоне была раскрыта советская разведывательная сеть в США, в деятельности которой, в частности, активно участвовали американские коммунисты супруги Розенберги.
В 1954 году известный тележурналист Эд Марроу подверг методы Маккарти уничижительной критике. В последующей публичной дискуссии Маккарти потерпел поражение, после чего его карьера пошла на спад. Поворотной точкой в падении Маккарти стали публичные слушания против армии США, которые транслировались в прямом телевизионном эфире и во время которых общественности стали очевидны недостойные методы, которые использовал сенатор.
2 декабря 1954 года сенат вынес решение, порицавшее поведение Маккарти.
Маккарти страдал алкоголизмом и более чем за полтора года до окончания своих полномочий, 2 мая 1957 года, умер от гепатита в больнице города Бетесда в возрасте 48 лет. Похоронен в городе Эпплтон в штате Висконсин.

## Оценка деятельности
С точки зрения историка советской разведки Александра Васильева, сенатор Маккарти был прав в том, что существовала разветвлённая советская агентурная сеть в США, в том числе в правительственных учреждениях, и что в этой сети были десятки агентов, но при этом он:
1) преувеличил число советских агентов;
2) пользовался методами, которые получили осуждение со стороны его же коллег — сенаторов и конгрессменов, в том числе консервативных;
3) опоздал, начав свои выступления в 1950 году. К этому моменту советская агентурная сеть бездействовала уже в течение пяти лет после того, как осенью 1945 года Элизабет Бентли сдалась ФБР и назвала всех, кого знала. Маккарти не был первым, кто начал заниматься расследованием советской деятельности в США: Комиссия по расследованию антиамериканской деятельности занялась этим задолго до него, используя более цивилизованные методы.